# Etropus
Etropus is een geslacht van straalvinnige vissen uit de familie van schijnbotten (Paralichthyidae). Het geslacht is voor het eerst wetenschappelijk beschreven in 1882 door Jordan & Gilbert.

## Soorten
- Etropus ciadi van der Heiden & Plascencia González, 2005
- Etropus crossotus Jordan & Gilbert, 1882
- Etropus cyclosquamus Leslie & Stewart, 1986
- Etropus delsmani
  - Etropus delsmani delsmani Chabanaud, 1940
  - Etropus delsmani pacificus Nielsen, 1963
- Etropus ectenes Jordan, 1889
- Etropus intermedius Norman, 1933
- Etropus longimanus Norman, 1933
- Etropus microstomus (Gill, 1864)
- Etropus peruvianus Hildebrand, 1946
- Etropus rimosus Goode & Bean, 1885